# Крокетт, Дэви

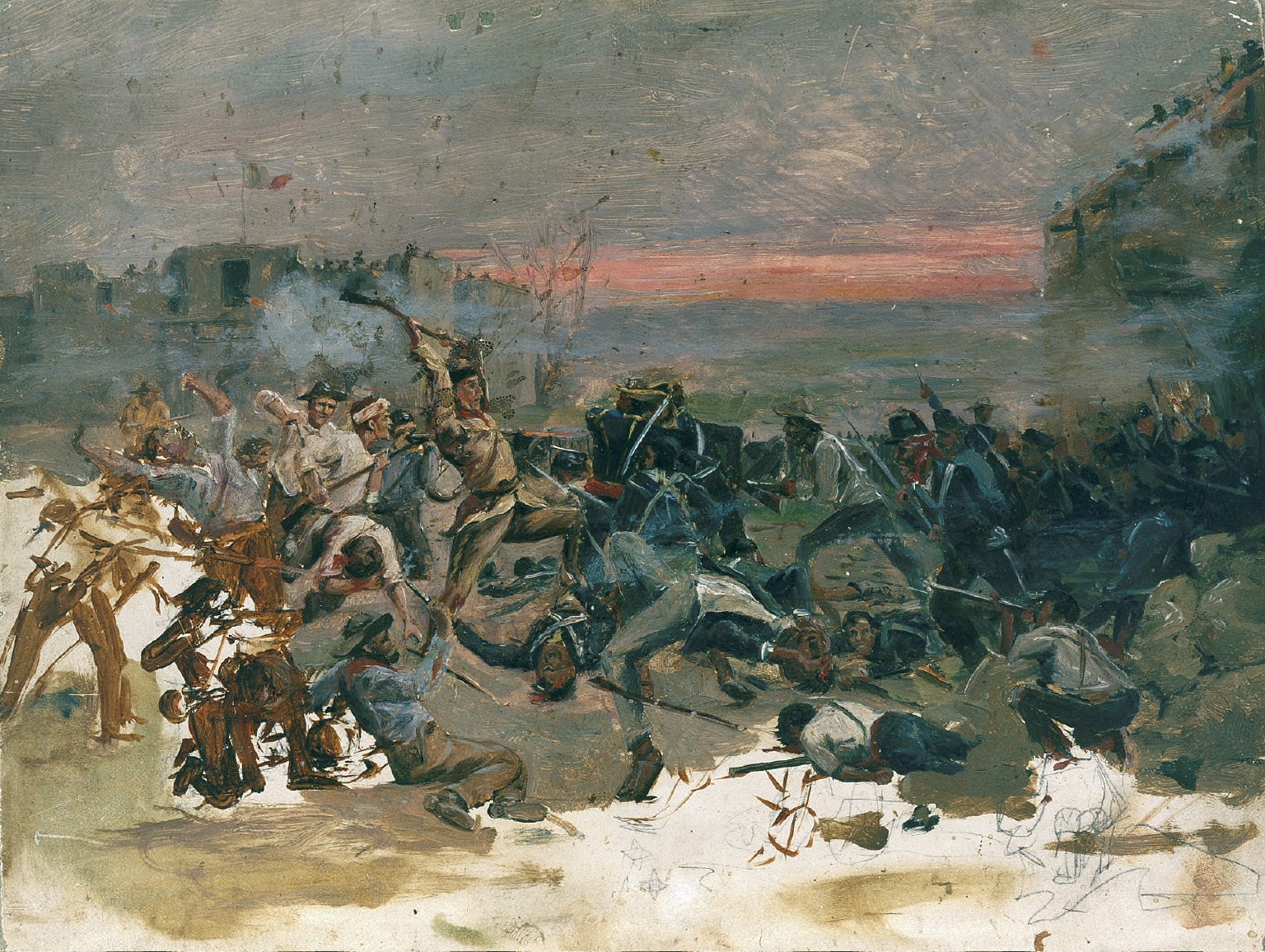
Дэвид Крокетт на эскизе к картине «Падение Аламо» Роберта Ондердонка

Де́йвид Кро́кетт, более известный как Дэви Крокетт (англ. Davy Crockett; 17 августа 1786 — 6 марта 1836) — американский путешественник, офицер и политик, ставший персонажем фольклора США.

## Биография
Родился на фронтире, в штате Теннесси. Был разведчиком во время Крикской войны 1813—1814 годов, вскоре приобрёл репутацию выдающегося охотника и широкую известность. В 1821—1823 годах — член палаты представителей штата Теннесси. В 1825 году безуспешно баллотировался в Конгресс как сторонник Эндрю Джексона. С 4 марта 1827 по 3 марта 1831 годов представлял штат Теннесси в нижней палате Конгресса уже как противник президентского Закона о переселении индейцев. В результате проиграл на выборах 1830 и 1834 годов, однако был вновь избран в 1833 году. Проиграв очередные выборы, отправился в Техас. Погиб в 49 лет, защищая крепость Аламо во время войны за независимость Техаса.
По одному из преданий, Дэви Крокетт мог с сорока метров попасть из мушкета в лезвие топора так, что пуля разделялась на две половины. Ведущие программы «Разрушители легенд» пришли к выводу, что это возможно.
Крокетт был знаменитостью при жизни (его называли «Королём Дикого фронтира»), а после смерти о нём писали книги и песни, снимали фильмы и телесериалы.

## Интересные факты
- M388 Davy Crockett — ядерный боеприпас, доставляемый к цели с помощью безоткатного орудия, разработанный в США во времена холодной войны. Один из наименьших по мощности серийных ядерных боеприпасов.

## Память

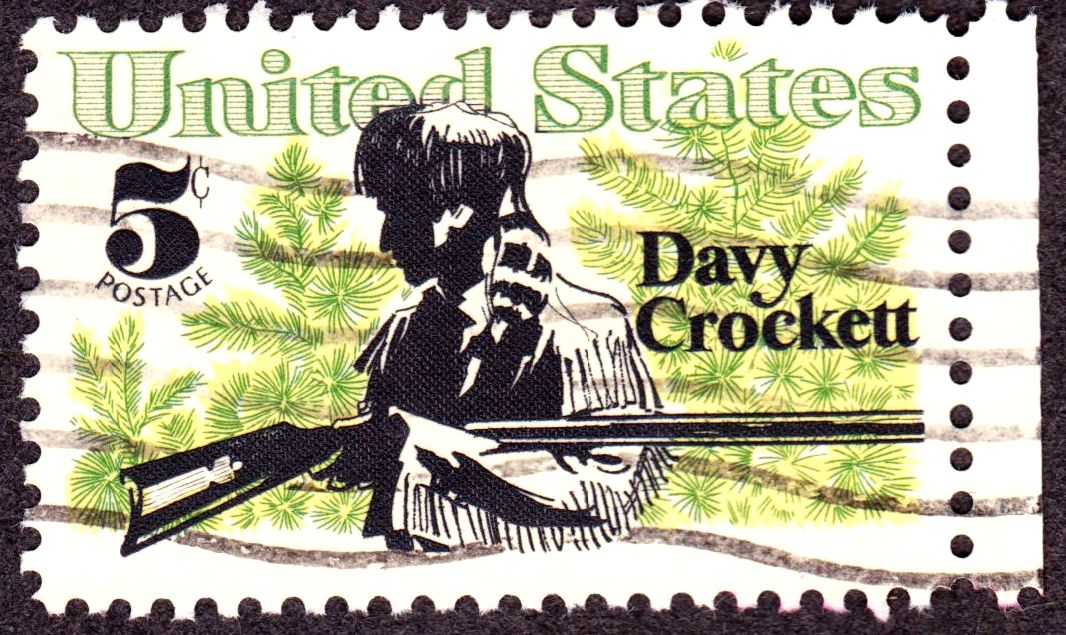
Дэви Крокетт на почтовой марке США 1967 года

### В кино
- По мотивам биографии Крокетта снят фильм «Дэви Крокетт, король диких земель[англ.]». В главной роли Фесс Паркер.
- Фильм «Первый техасец[англ.]» (1956) — роль Крокетта исполнил Джеймс Гриффит
- Фильм «Форт Аламо» (1960) — Джон Уэйн
- «Davy Crockett: Rainbow in the Thunder» (1988) — Джонни Кэш
- «Форт Аламо» (2004) — Билли Боб Торнтон
- сериал «Вне времени» (2016) — Джефф Кобер